# تشيس فورد
تشيس فورد (بالإنجليزية: Chase Ford)‏ هو لاعب كرة قدم أمريكية أمريكي، ولد في 19 يوليو 1990 في كوريغان في الولايات المتحدة.

## وصلات خارجية
- تشيس فورد على موقع مرجع كرة القدم المحترفة.كوم (الإنجليزية)